# Львович-Кострица, Александр Иулианович
Александр Иулианович (Ульянович) Львович-Кострица (1 июля 1857, Москва- после 1911, ?) — русский литератор 1890-х годов.

## Биография
Родился в семье подполковника, помощника смотрителя Николаевской Измайловской военной богадельни Иульяна Осиповича Львовича-Кострицы (1870—1870). Мать — Мария-Анна Францевна, урожденная Тибо-Бриньоль (фр. Thibeaux-Brignoles; 1823—1868). В семье было 10 детей. В 1870 г. стал круглым сиротой. Был определён в Орловский Бахтина кадетский корпус, окончил курс в 1876 г. В том же году поступил в Санкт-Петербургский Горный институт, но оставил его по собственному желанию в 1880 г, будучи студентом 3-го курса.
В 1893-1895 гг. работал канцелярским чиновником Департамента железнодорожной отчётности Государственного контроля. 
С 1905 г. был членом Русского Технического общества.
Был землевладельцем в станице Анапская Кубанской области и Черноморской губернии, имел в собственности 10 десятин земли до 1911 г.
Жил в 1911 г. в станице Анапская.
Сын: Георгий Александрович Львович-Кострица (1895-1921, Анапа), в 1917 г. прапорщик 39-го пехотного Томского полка, участник Первой мировой войны.

## Творчество
Автор книги (биографического очерка) «М. В. Ломоносов: Его жизнь, научная, литературная и общественная деятельность», вышедшей в издательстве Ф. Ф. Павленкова в серии «Жизнь замечательных людей» в 1912 году (впервые издана в 1892 году). Написал несколько книжек для юношества.
В 1890—1891 г. публиковал свои статьи в журнале "Север" (Санкт-Петербург).
В летние месяцы 1909 г. был редактором-издателем ежедневной газеты "Анапский листок" в г. Анапа.
Использовал псевдоним — А. Л.—К.